# Großmarkt Köln

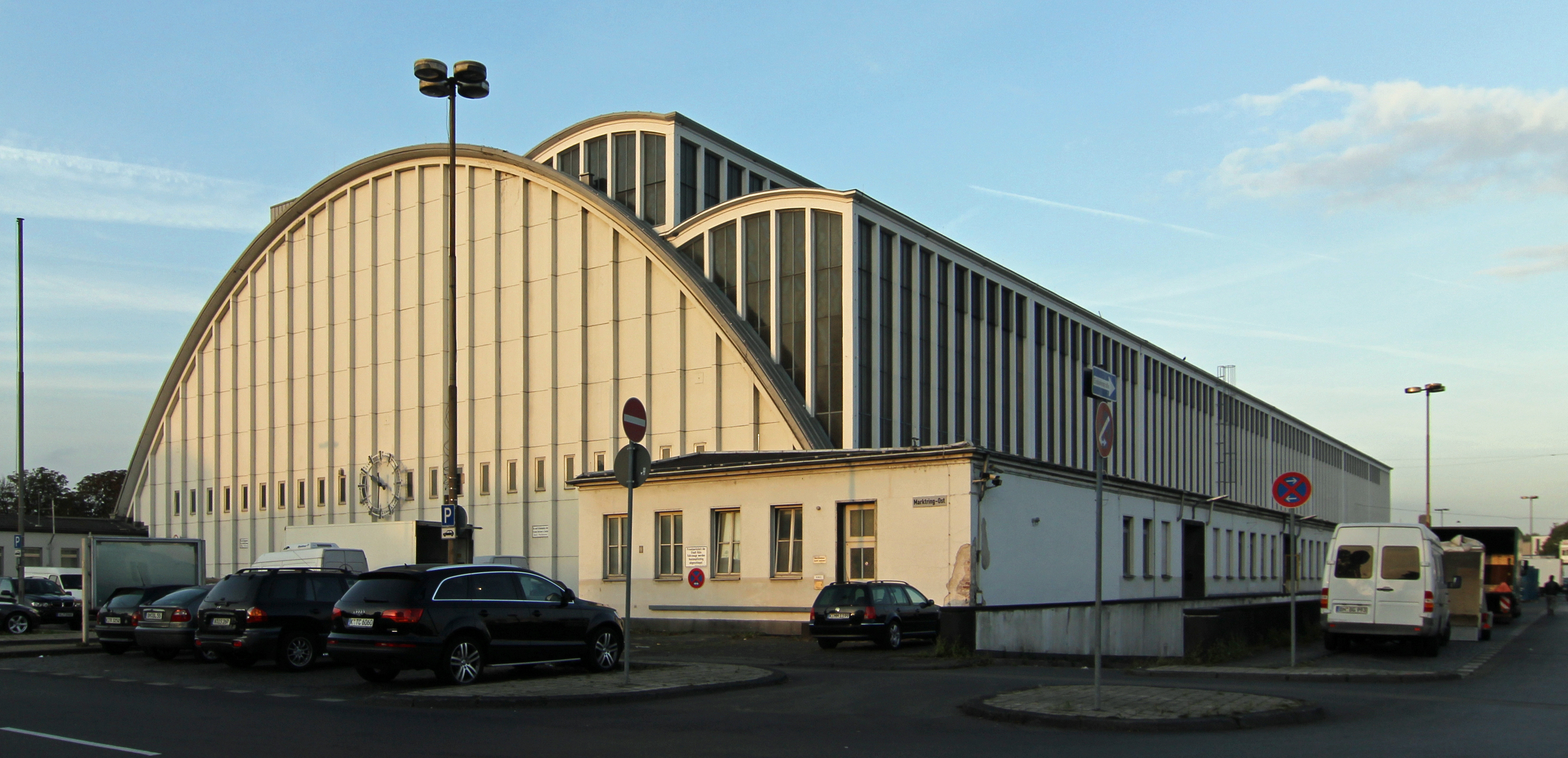
Großmarkt Köln – Front der Großmarkthalle (September 2011)

Der Großmarkt Köln ist ein Großmarkt in Köln-Raderberg, der zu den größten in Deutschland gehört.

## Entstehungsgeschichte
Sein erster Vorläufer entstand im Jahr 922 als „Kölner Markt“ (lateinisch „mercatus Coloniae“) auf dem heutigen Alter Markt. Er vergrößerte sich in Südrichtung zum heutigen Heumarkt hin, wo sich noch heute die lange alte Marktstraße erkennen lässt. Die mittelalterlichen Großmärkte Kölns setzten insbesondere Lebensmittel, Wein und Getreide um.
Ganz in der Nähe wurde am 29. November 1904 am Sassenhof (heute: Hotel Maritim) der neue Kölner Großmarkt eröffnet, der eine Fläche von zunächst 7500 m² aufwies und bis 12. Juli 1940 genutzt wurde. Seine von Architekt Otto Müller-Jena konzipierte dreischiffige Halle mit großen Glasfenstern diente als Obst- und Gemüsemarkt und erhielt einen Gleisanschluss an die Eisenbahn und Straßenbahn. Der Innenraum erhielt Stützen aus Stahlträgern, durch Verglasung unterhalb der gewölbten Dachkuppeln entstanden günstige Lichtverhältnisse. Für den Bau der Markthalle mussten 70 Wohnhäuser des Thurnmarktes weichen. Bald stellte sich jedoch die ungünstige Lage dieses Großmarktes heraus.

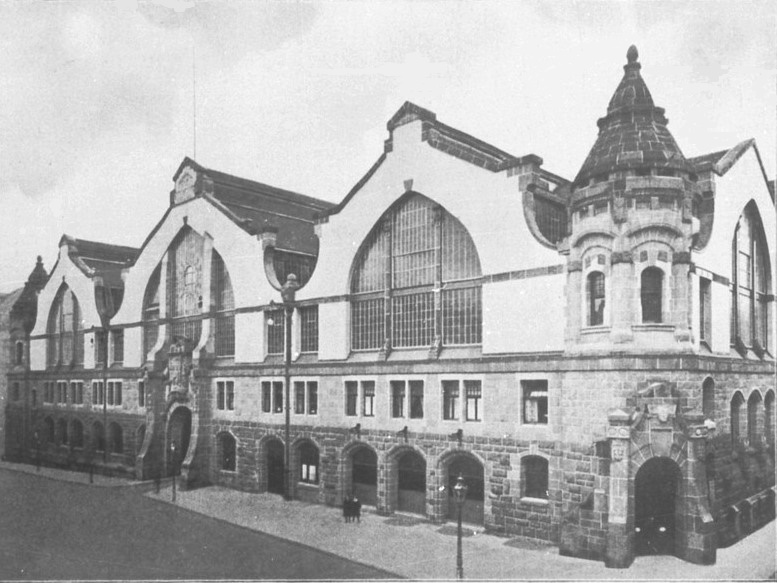
Köln – Großmarkthalle am Sassenhof (1904)
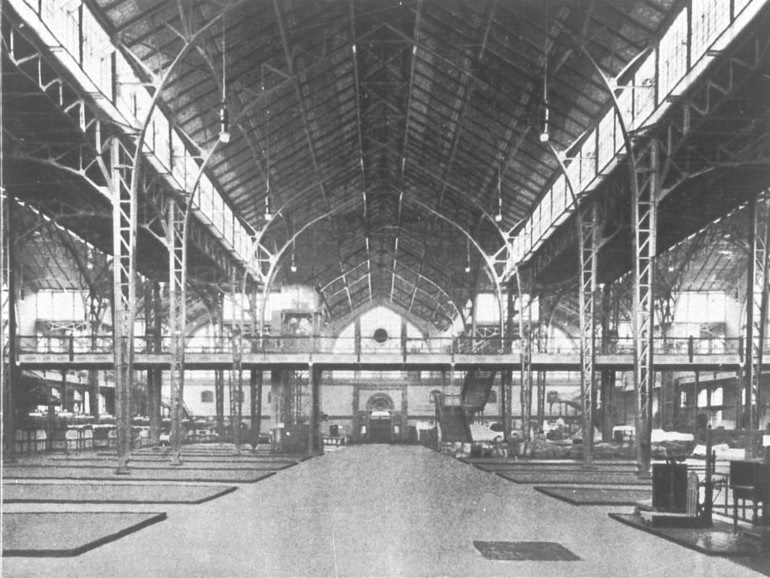
Köln – Großmarkthalle am Sassenhof, Innenansicht (1904)
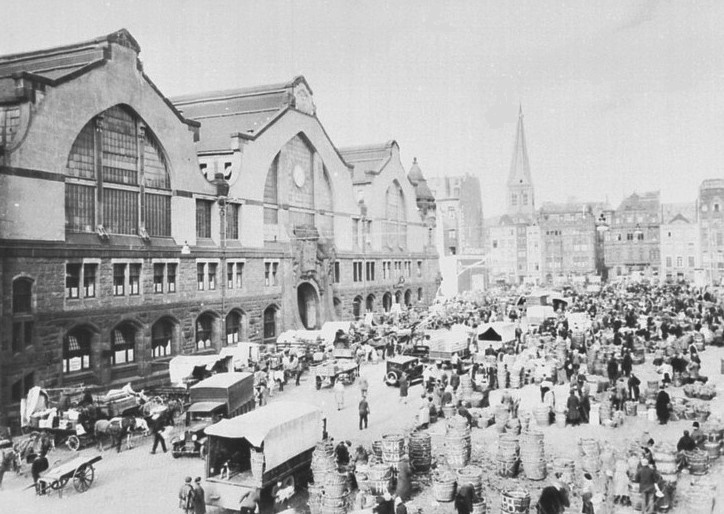
Köln – Großmarkthalle vom Heumarkt aus (um 1915)

## Der neue Großmarkt

Judenbüchel - Tranchot-Karte (1807/1808)

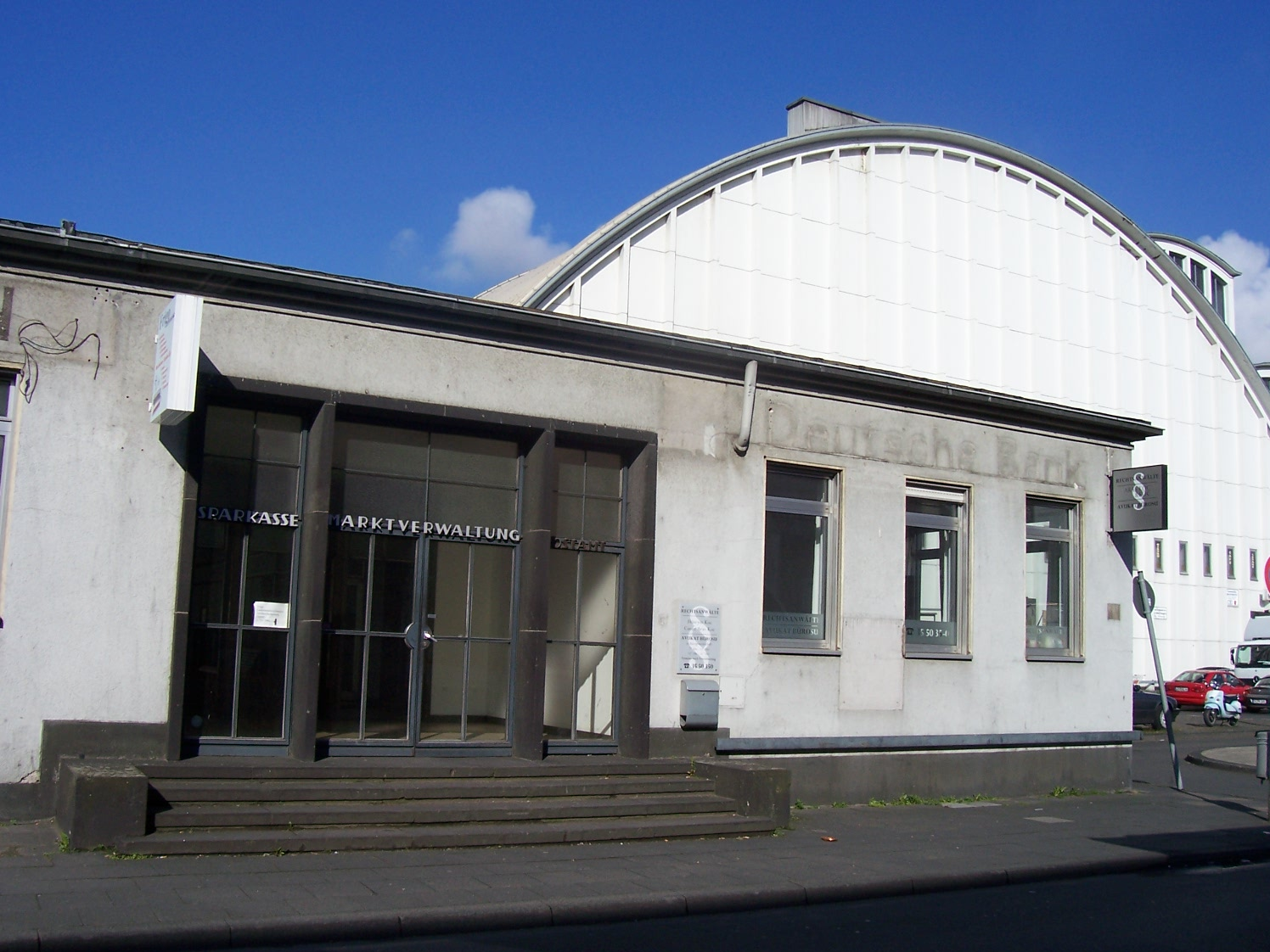
Großmarkt Köln - Marktverwaltung (April 2006)

Der Großmarkt am Sassenhof war der Vorgänger des heutigen Kölner Großmarkts in Köln-Raderberg, Marktstraße 10, die zur Bonner Straße führt. Dessen Bau ging die Zusammenlegung mehrerer Großmärkte voraus. Im Januar 1936 legte der Reichswirtschaftsminister Walther Funk die rheinischen Getreidegroßmärkte Düsseldorf und Neuss zum „Rheinischen Großmarkt für Getreide und Futtermittel zu Köln“ zusammen. In der Nazizeit störte es nicht, dass das geplante Marktgelände auf einem ehemaligen Judenfriedhof, dem Judenbüchel, lag. Auf der Tranchot-Karte von 1807/1808 hieß dieser Friedhof „Tödten Iuden“ (kölsch: „zum dude Jüdd“).
Am 17. Oktober 1936 nahm der Oberbürgermeister Karl Georg Schmidt den ersten Spatenstich zur Kölner Großmarkthalle auf dem Gelände in Köln-Raderberg am Bonntor vor, das Areal umfasste damals 78.000 m². Einen Tag später fand bereits der offizielle Baubeginn statt. Am 21. Mai 1939 wurde Richtfest des 132 Meter langen parabelförmigen Gewölbebaus mit einer Spannweite von 57 Metern und einer Scheitelhöhe von 22 Metern gefeiert. Unter der gesamten Halle liegen gewölbte Kühlkeller. Der Einzug in die von Oberbaurat Theodor Teichen (* 3. Oktober 1896, † 6. August 1963) erbauten Hallen erfolgte am 1. November 1940. Es besteht ein Anschluss an den Güterbahnhof Köln-Bonntor. Erweiterungen führten zu einer Marktfläche von heute 238.000 m², womit die Großmarkthalle zu den größten Deutschlands gehört. Im Jahre 1968 entstanden Kühlhäuser. Die im Bauhaus-Stil erbaute alte Gemüse-Versteigerungshalle gehört nicht mehr zum Markthallen-Komplex und wird seit 2007 für Events aller Art genutzt.
Seit dem 23. Oktober 1989 ist die Großmarkthalle als Denkmal geschützt. Die Marktsatzung vom 19. Dezember 1994 regelt die Marktordnung und soll die Funktionsfähigkeit des Marktes sicherstellen, sie wird von einem Marktamt überwacht. Der Kölner Großmarkt bezieht seine Produkte sowohl aus den umliegenden Erzeugergebieten, aus dem Frankfurter Raum als auch zu mindestens 70 % aus dem Ausland. Mindestens 220 Firmen verkaufen an über 5000 Kunden rund 300.000 Tonnen Waren im Jahr.

## Künftige Bauplanung
Ein Beschluss des Stadtrats vom 13. Dezember 2007 sah die Verlagerung des Großmarkts bis zum Jahr 2020 von Köln-Raderberg an den Standort Köln-Marsdorf („Frischezentrum Marsdorf“) in ein 55 Hektar großes Plangebiet vor. Dazu wurde im Mai 2015 die Einleitung der Änderung des Flächennutzungsplanes beschlossen. Der Umzug sollte nach dem Willen der Stadtverwaltung bis zum 31. Dezember 2019 abgeschlossen sein. Nach Zweifeln am Verkehrskonzept für den neuen Standort und Prüfung weiterer Areale innerhalb und außerhalb der Kölner Stadtgrenzen ist man zum ursprünglichen Beschluss zurückgekehrt – nunmehr aber (auch durch andere Verzögerungen bedingt) mit einer deutlich nach hinten geschobenen Zeitachse. Mit einem Umzug des Marktes wird aktuell (April 2018) erst ab dem Jahr 2023 gerechnet. Das jetzige Gelände des Marktes soll als Teil des Bauvorhabens "Parkstadt Süd" komplett neu entwickelt werden.